# كوريل لينكس
كوريل لينُكس (بالإنجليزية: Corel Linux)‏، يُشار إلى التوزيعة باسم كوريل لينُكس أو إس (بالإنجليزية: Corel LinuxOS)‏، كانت توزيعة لينكس مُستندة إلى دبيان من إنتاج شركة كوريل، بدأ إصدارها التجريبيِّ في 21 سبتمبر 1999. وقد كانت توزيعةً تجاريَّة، أنُشِئَت لغرض مُنافسة ويندوز 98 وويندوز 2000، بقيت لفترةٍ قصيرة ثُمَّ أُلغي تطويرها. كان الإصدار 1.2 مِن النظام هو الأخير، وقد تمَّ إطلاقه في 14 يوليو 2000.

## النُسخ والإصدارات
يأتي النظام بثلاثة نُسخ:
1. النسخة المجانيَّة: هي نُسخة يُمكن تنزيلها مجانًا خلال الموقع الرسمي
2. النُسخة القياسيَّة: هي نُسخة مدفوعة، تأتي هذه النُسخة بسعر 59٫95 دولار أمريكي
3. النُسخة الفاخرة: هي نُسخة مدفوعة، تأتي هذهِ النُسخة بسعر 89٫95 دولار أمريكي

## مُتطلبات النظام
يتطلب النظام المُتطلبات [الإنجليزية] التالية:
|                      | أَدنى                                                                                                | مُستحسَن                                                                                              |
| -------------------- | --------------------------------------------------------------------------------------------------- | --------------------------------------------------------------------------------------------------- |
| المعالج              | بنتيوم [الإنجليزية] (بي5)، مُتوافق أو أحدث                                                           | بنتيوم [الإنجليزية] (بي5)، مُتوافق أو أحدث                                                           |
| ذاكرة                | 24 ميجابايت من ذاكرة الوصول العشوائي                                                                | 64 ميغابايت على الأقل من ذاكرة الوصول العشوائي                                                      |
| الشاشة ومنفذ الفيديو | منظومة عرض مرئي (640 × 480)، أو أعلى مع 2 ميجابايت مِن في ذاكرة الوصول العشوائي للفيديو [الإنجليزية] | منظومة عرض مرئي (640 × 480)، أو أعلى مع 2 ميجابايت مِن في ذاكرة الوصول العشوائي للفيديو [الإنجليزية] |
| مساحة القرص الخاليَّة  | 500 ميجابايت للإصدار الأولي 800 ميجابايت للإصدار الثاني                                             | 500 ميجابايت للإصدار الأولي 800 ميجابايت للإصدار الثاني                                             |
| قارئ قرص             | قارئ الأقراص المضغوطة ‏ (لتثبيت النظام من وسائط الأقراص المضغوطة فقط)                                | قارئ الأقراص المضغوطة ‏ (لتثبيت النظام من وسائط الأقراص المضغوطة فقط)                                |
| أجهزة إدخال          | لوحة مفاتيح، وفأرة أو جهاز تأشير مُتوافق                                                             | لوحة مفاتيح، وفأرة أو جهاز تأشير مُتوافق                                                             |
| صوت                  | بطاقة الصوت وسماعات الحاسوب أو سماعات رأس (لإخراج الصوت فقط)                                        | بطاقة الصوت وسماعات الحاسوب أو سماعات رأس (لإخراج الصوت فقط)                                        |
| 1.                   | | |